# Secret Dreams and Forbidden Fire
A Secret Dreams and Forbidden Fire Bonnie Tyler 1986-os nagylemeze az amerikai CBS kiadó gondozásában. Producere Jim Steinman. Olyan nagy sikerű toplistás dalokkal, mint a Holding Out for a Hero vagy az If You Were a Woman. Az albumra Desmond Child kettő, Bryan Adams pedig egy dalt írt.

## Az albumról
Zeneileg kiforrottabb, nagy szerepet kapnak az ütős hangszerek és előtérbe kerülnek a heavy metal elemei is néhány dalnál. Az első dal, a Ravishing a pankrátor Hulk Hogan bevonulási zenéje volt. Steinman négy, Desmond Child, Bon Jovi zenei producere két dalt írt az albumra. Egyik slágere, az If You Were a Woman (And I Was a Man) gyorsan felkerült a slágerlistákra. Videóklipjét, melyet maga Steinman rendezett, hét Billboard Video Awardra jelölték. A Loving You’s a Dirty Job (But Somebody’s Gotta Do It), amit Tyler Todd Rundgrennel énekel, szintén sikeres lett. A többi dalnál is Rundgren a vokalista, mint minden Steinman-produkciónál. A Holding Out for a Hero című dallal zárul a lemez, amely akkora sikert nem aratott 1986-ban, hiszen már 1984-ben megjelent egy Bonnie Tyler-kislemezen. Az album összességében hűen tükrözi mind a 80-as évek, mind pedig Jim Steinman zenei stílusát Bonnie Tyler érces hangjával fűszerezve.

## Kritika
Allmusic Nem mondható egyedülállónak a Secret Dreams and Forbidden Fire, viszont a leghitelesebben tárja elénk a 80-as évek zenei világát. Jim Steinman mindig maradandót alkot és így volt ez az album nyitódalával is, a Ravishing egyszerűen lélegzetelállító. Desmond Child is megmutatja tehetségét az If You Were A Woman című dalban, amit később átdolgoz Bon Jovinak You Give Love a Bad Name címmel. Hiába a Steinman/Tyler együttműködés, a lemez nem szárnyalja túl a Faster than the Speed of Night sikerét és ezen még a csapból is folyó Gumiláb filmzene, a Holding Out for a Hero című dal sem tudott segíteni. Todd Rundgren, a Steinmani csapat egyik oszlopos tagja a jellegzetesen egyszerű mégis heroikus hangjával és Tyler érces torkával párosulva egy hihetetlen duettet alkotnak közösen (Loving You's A Dirty Job) A No Way to Treat a Lady pedig a Tyler által korábban énekelt, Straight from the Heart című nóta  Bryan Adams újraértelmezésében. A Band of Gold túlságosan erős zenei világa kicsit már eltúlzott. Az album bővelkedik a Steinman féle zenei elemek felvonultatásával, mégis ebből a titkos álomból, hiányzik a tűz. De ettől függetlenül nem rossz albumról van szó.
Amazon.com A Secret Dreams and Forbidden Fire Bonnie Tyler második, Jim Steinman által komponált albuma, amely a Meat Loaf Bat Out Of Hell albumához hasonlóan, szintén bővelkedik az operai elemekben. Sőt, az előző albumhoz képest, a Secret Dreams sokkal wágnerikusabb, sokkal jobban kivehető belőle a Steinman féle zenei gazdagság.
Bon Jovihoz hasonló zenei stílussal kerülünk szembe az If You Were a Woman című dalnál, melynek szerzője Desmond Child. A Tyler és Bon Jovi dala közti hasonlóság leginkább a refrénben érezhető: „If you were a woman, and I was a man, would it be so hard to understand. That a heart's a heart and we do what we can” / „Shot through the heart, and you’re to blame/You give love a bad name.” Egyforma tempó, egyforma ritmus.
A No Way to Treat a Lady Tyler második Bryan Adams-dal feldolgozása. Lágyabb dallamú, mint elődje, a Straight from the Heart.
A Loving You’s a Dirty Job című dal a Total Eclipse of the Heart és a Faster than the Speed of Night kombinációja közel 8 percben, hatalmas érzelmi kitöréssel és Meat Loaf féle operai/wágnerikus elemekkel. A szomorú ballada egy szerelmi kapcsolat tüzének kimúlásáról szól, amit már nem lehet újra fellobbantani.
Freda Payne Band of Gold című dala 1986-ban két feldolgozást is megélt: Bonnie és Belinda Carliste is feldolgozta. Tyler verziójára a 80-as évek technója és basszusos szintetizátorai derűsebbé tették, mint Belinda verzióját.
A Rebel Without a Clue Steinman-szerzemény közel 9 percben tele heavy metal elemekkel ami a dal végére lecsendesedik, majd elmúlik. A Holding Out for a Hero élénkebb, metálosabb verziója.
A Lovers Again egy Desmond Child-ballada, ami az 1983-as Tears című nótához hasonlítható egy operai gospelkórussal kiegészülve.
A Before This Night Is Through hasonlít a The Police Every Breath You Take című dalára.

## Dalok
- LP formátum

| #  | Dalcím                                                | Zeneszerző          | Producer     | Hossz |
| -- | ----------------------------------------------------- | ------------------- | ------------ | ----- |
| A1 | Ravishing                                             | Jim Steinman        | Jim Steinman | 6:25  |
| A2 | If You Were a Woman                                   | Desmond Child       | Jim Steinman | 5:15  |
| A3 | Loving You’s a Dirty Job (But Somebody’s Gotta Do It) | Jim Steinman        | 7:47         |       |
| A4 | No Way to Treat a Lady                                | Bryan Adams         | Jim Steinman | 5:17  |
| B1 | Band of Gold                                          | R. Dunbar; E. Wayne | Jim Steinman | 5:50  |
| B2 | Rebel Without a Clue                                  | Jim Steinman        | Jim Steinman | 8:40  |
| B3 | Lovers Again                                          | Desmond Child       | Jim Steinman | 4:32  |
| B4 | Holding Out for a Hero                                | Jim Steinman        | Jim Steinman | 5:50  |

- CD formátum

| # | Dalcím                                                | Zeneszerző          | Producer     | Hossz |
| - | ----------------------------------------------------- | ------------------- | ------------ | ----- |
| 1 | Ravishing                                             | Jim Steinman        | Jim Steinman | 6:25  |
| 2 | If You Were a Woman                                   | Desmond Child       | Jim Steinman | 5:15  |
| 3 | Loving You’s a Dirty Job (But Somebody’s Gotta Do It) | Jim Steinman        | Jim Steinman | 7:47  |
| 4 | No Way to Treat a Lady                                | Bryan Adams         | Jim Steinman | 5:17  |
| 5 | Band of Gold                                          | R. Dunbar; E. Wayne | Jim Steinman | 5:50  |
| 6 | Rebel Without a Clue                                  | Jim Steinman        | Jim Steinman | 8:40  |
| 7 | Lovers Again                                          | Desmond Child       | Jim Steinman | 4:32  |
| 8 | Before This Night Is Through                          | B. Cantarelli       | Jim Steinman | 5:21  |
| 9 | Holding Out for a Hero                                | Jim Steinman        | Jim Steinman | 5:50  |

- kazetta formátum Dél Amerikában és egyes Ázsiai országokban

| #  | Dalcím                                                | Zeneszerző               | Producer     | Hossz |
| -- | ----------------------------------------------------- | ------------------------ | ------------ | ----- |
| 1  | Ravishing                                             | Jim Steinman             | Jim Steinman | 6:25  |
| 2  | If You Were a Woman                                   | Desmond Child            | Jim Steinman | 5:15  |
| 3  | Loving You’s a Dirty Job (But Somebody’s Gotta Do It) | Jim Steinman             | Jim Steinman | 7:47  |
| 4  | No Way to Treat a Lady                                | Bryan Adams              | Jim Steinman | 5:17  |
| 5  | Band of Gold                                          | R. Dunbar; E. Wayne      | Jim Steinman | 5:50  |
| 6  | Rebel Without a Clue                                  | Jim Steinman             | Jim Steinman | 8:40  |
| 7  | Lovers Again                                          | Desmond Child            | Jim Steinman | 4:32  |
| 8  | Before This Night Is Through                          | B. Cantarelli            | Jim Steinman | 5:21  |
| 9  | Holding Out for a Hero                                | Jim Steinman             | Jim Steinman | 5:50  |
| 10 | Under Suspicion                                       | Bonnie Tyler, P. Hopkins | Jim Steinman | 4:30  |

- 2009-es japán mini LP CD kiadás bónusz felvétele

| #  | Dalcím                                   | Zeneszerző   | Producer     | Hossz |
| -- | ---------------------------------------- | ------------ | ------------ | ----- |
| 10 | Holding Out for a Hero (Jellybeam Remix) | Jim Steinman | Jim Steinman | 6:25  |

## B oldalas dalok
| # | Dalcím          | Zeneszerző               | Producer    | Hossz |
| - | --------------- | ------------------------ | ----------- | ----- |
| 1 | I Do It for You | P. Hopkins; Bonnie Tyler | P. Oxendale | 5:07  |
| 2 | It’s Not Enough | P. Hopkins; Bonnie Tyler | P. Oxendale | 5:11  |
| 3 | It’s Not Easy   | P. Hopkins; Bonnie Tyler | P. Oxendale | 4:20  |

## A produkció

### Zenészek
- zongora és szintetizátor: Roy Bittan
- dobok: Max Weinberg
- dobok és ütőhangszerek: Jim Bralower
- gitár: Sid McGinnis; Eddie Martinez
- basszus: Steve Buslowe
- szintetizátor és programozás: Larry Fast
- vokál: Todd Rundgren; Rory Dodd; Eric Troyer; Holly Sherwood

### Producerek, közreműködők
- vezető producer: Jim Steinman
- társ producerek: Roy Bittan
- szerkesztő: John Rollo
- mix: Larry Alexander
- produkciós koordinátor: Don Ketteler
- hangmérnök: Greg Calbi
- management: David Aspden
- további vokalista: Ellen Foley
- fotó: Bob Carlos Clarke
- design: Roslav (for CBS)
- stylist: Studio Gerrard
- haj: Rick Haylor at Vidal Sassoon

### Stúdiók
- The Power Station;New York
- The House of Music; New York

## Kislemezek
Loving You’s a Dirty Job (But Somebody’s Gotta Do It)
- Loving You’s a Dirty Job (But Somebody’s Gotta Do It) (duett Todd Rundgrennel)
- Under Suspicion
- It’s a Jungle Out There

If You Were a Woman (And I Was a Man)
- If You Were a Woman (And I Was a Man)
- Under Suspicion

If You Were a Woman (And I Was a Man) (Holland kiadás)
- If You Were a Woman (And I Was a Man) /Extended Version/
- Straight from the Heart
- Under Suspicion

No Way to Treat a Lady
- No Way to Treat a Lady
- Before the Night Is Through

Holding Out for a Hero (Japán kiadás)
- Holding Out for a Hero (Album Version)
- Holding Out for a Hero  (Radio Ecit)
- Faster than the Speed of Night (Album Version)

Holding Out for a Hero (Brit kiadás)
- Holding Out for a Hero (Album Version)
- Holding Out for a Hero (Radio Edit)
- Holding Out for a Hero (Jellybeam Dance Mix)

Rebel Without a Clue
- Rebel Without a Clue (Album Version)
- Rebel Without a Clue (Rescue Edit)

Band of Gold (Brit kiadás)
- Band of Gold (Album Version)
- It’s Not Enough

Band of Gold (Holland kiadás)
- Band of Gold (Extended Club Mix)
- It’s Not Enough

Lovers Again
- Lovers Again (Album Version)
- I Do It for You

## Toplistás helyezések

### Secret Dreams and Forbidden Fire
| Slágerlista        | Helyezés |
| ------------------ | -------- |
| Németország        | 24       |
| Ausztria           | 23       |
| Svájc              | 3        |
| Norvégia           | 1        |
| Svédország         | 6        |
| Franciaország      | 15       |
| Egyesült Királyság | 24       |
| USA                | 106      |

### Holding Out for a Hero
| Slágerlista (1986)            | Legjobb helyezés |
| ----------------------------- | ---------------- |
| Egyesült Királyság            | 2                |
| Írország                      | 1                |
| USA                           | 34               |
| Németország                   | 11               |
| Ausztria                      | 19               |
| Kanada                        | 12               |
| Spanyolország                 | 6                |
| Egyesült Királyság (1991-ben) | 69               |

### Loving You’s a Dirty Job
| Slágerlista (1986) | Legjobb helyezés |
| ------------------ | ---------------- |
| Egyesült Királyság | 73               |
| Svájc              | 24               |
| Németország        | 30               |
| Spanyolország      | 6                |
| Franciaország      | 34               |

### If You Were a Woman
| Slágerlista (1986) | Legjobb helyezés |
| ------------------ | ---------------- |
| Venezuela          | 1                |
| Franciaország      | 6                |
| Svájc              | 16               |
| Németország        | 32               |
| USA                | 77               |
| Egyesült Királyság | 78               |

### Band of Gold
| Slágerlista (1986) | Legjobb helyezés |
| ------------------ | ---------------- |
| Egyesült Királyság | 81               |

## Videóklipek
- Loving You's A Dirty Job (But Somebody's Gotta Do It)[halott link]
- If You Were A Woman (And I Was A Man)[halott link]
- Loving You's A Dirty Job LIVE
- Rebel Without A Clue LIVE
- Band Of Gold LIVE In Japan
- Holding Out For A Hero[halott link]
- If You Were A Woman LIVE In Saragosa[halott link]
- Holding Out For A Hero Live At La Cigalé Paris 2005
- Holding Out For A Hero Live In Tokio (Yamaha World Popular Song Festival)[halott link]
- Holding Out For A Hero LIVE Top Of The Pops 1985
- Holding Out For A Hero LIVE 50 Jahre Rock[halott link]